# スティーヴ・ホルヴァート
スティーヴン・ホルヴァート（Steven Horvat、1971年3月14日 - ）は、オーストラリアとクロアチアの元サッカー選手。元オーストラリア代表。ポジションはDF。

## クラブ歴
オーストラリア国立スポーツ研究所育ちで、メルボルン・クロアチア（後にメルボルン・ナイツ）で選手となった。その後、サンシャイン・ジョージ・クロスFC、ノース・ジーロング・ウォリアーズFCを経由して再びメルボルン・ナイツに加入した。1995年にはジョー・マーストン・メダルを獲得し、HNKハイドゥク・スプリトに移籍した。
その後、カールトンSCでオーストラリアに戻った後、クリスタル・パレスFCに加入した。しかしクリスタル・パレスでは出場する事が出来なかった。そのためカールトンに復帰し、メルボルン・ナイツを経て2003年3月に32歳で引退した。

## 代表歴
年代別代表では1987 FIFA U-16世界選手権に参加した他、アトランタオリンピックにも出場している。
A代表初出場は1994年6月12日に行われた南アフリカ共和国代表との親善試合であった。その後、FIFAコンフェデレーションズカップ1997、FIFAコンフェデレーションズカップ2001、OFCネイションズカップ2002にも出場、OFCネイションズカップ2002を以て代表を引退した。また、オーストラリア 31-0 アメリカ領サモアの試合にも出場している。